# Selección de fútbol sub-23 de Tayikistán
La Selección de fútbol sub-23 de Tayikistán, conocida también como la Selección olímpica de fútbol de Tayikistán, es el equipo que representa al país en Fútbol en los Juegos Olímpicos y el Campeonato Sub-23 de la AFC; y es controlada por la Federación de Fútbol de Tayikistán.

## Estadísticas

### Juegos Olímpicos
| Año            | Ronda                 | J                     | G                     | E                     | P                     | GF                    | GC                    |
| -------------- | --------------------- | --------------------- | --------------------- | --------------------- | --------------------- | --------------------- | --------------------- |
| antes de 1988  | véase Unión Soviética | véase Unión Soviética | véase Unión Soviética | véase Unión Soviética | véase Unión Soviética | véase Unión Soviética | véase Unión Soviética |
| 1992           | Sin participación     | Sin participación     | Sin participación     | Sin participación     | Sin participación     | Sin participación     | Sin participación     |
| de 1996 a 2020 | No clasificó          | No clasificó          | No clasificó          | No clasificó          | No clasificó          | No clasificó          | No clasificó          |
| Total          |                       | 0                     | 0                     | 0                     | 0                     | 0                     | 0                     |

### Campeonato Sub-23 de la AFC
| Año  | Ronda        | J            | G            | E            | P            | GF           | GC           |
| ---- | ------------ | ------------ | ------------ | ------------ | ------------ | ------------ | ------------ |
| 2013 | No clasificó | No clasificó | No clasificó | No clasificó | No clasificó | No clasificó | No clasificó |
| 2016 | No clasificó | No clasificó | No clasificó | No clasificó | No clasificó | No clasificó | No clasificó |
| 2018 | No clasificó | No clasificó | No clasificó | No clasificó | No clasificó | No clasificó | No clasificó |
| 2020 | No clasificó | No clasificó | No clasificó | No clasificó | No clasificó | No clasificó | No clasificó |
| 2022 | Primera fase | 3            | 0            | 0            | 3            | 0            | 10           |